# Molossowie

Plemiona Epiru w starożytności

Molossowie (gr.: Μολοσσοί, Molossoί) – starożytny związek plemion zamieszkały w środkowym Epirze od czasów epoki mykeńskiej. Graniczyli z dwoma innymi związkami plemion epirockich: z Chaonami na północnym wschodzie, oraz z Tesprotami od południa. Natomiast od północy graniczyli z Ilirami. Byli rządzeni przez królewską dynastię Ajakidów, której członkowie głosili, że wywodzą się od Neoptolemosa, zwanego Pyrrosem („Rudy”), syna Achillesa, bohatera wojny trojańskiej. Lud wziął swą nazwę od Molossosa, syna Neoptolemosa i Andromachy.

## Historia
Molossowie byli najbogatszym i najsilniejszym plemieniem Epiru. Pojawili się na arenie dziejowej w V w. p.n.e. Ich pierwszym znanym historycznym królem był Admetos, który gościł na swoim dworze Temistoklesa, wodza ateńskiego, ok. r. 470 p.n.e. Molossowie wraz z innymi ludami epirockimi brali aktywny udział w wojnie peloponeskiej. Tarypas, wnuk poprzedniego, uznawany jest za pierwszego króla, który wprowadził kulturę grecką do swego kraju. W r. 385/384 p.n.e. Ilirowie dokonali najazdu na środkowy Epir. Wydali walną bitwę, w której zabili piętnaście tys. Molossów. Ci dzięki pomocy Sparty, uratowali swoje istnienie. Między r. 370 a 365 p.n.e. kraina Orestyda, oderwała się od Macedonii i przystąpiła do Molossów, a jej mieszkańcy nosili od tego czasu miano Orestów-Molossów. W latach ok. 350-342 p.n.e. Molossowie znaleźli się pod zwierzchnictwem Filipa II, króla Macedonii. Ten po usunięciu Arybbasa, ich króla, wprowadził na jego miejsce Aleksandra I, brata żony Olimpias. Monarchia, dzięki sojuszowi z Macedonią, zyskała ogromnie na znaczeniu gospodarczym i politycznym. Doszło bowiem do zjednoczenia Epiru za panowania tego króla. Państwo miało szczególną strukturę: obok plemiennego związku Molossów z ich królem z dynastii Ajakidów na czele, wchodziły inne związki plemienne uzależnione wprost od osoby króla. Aleksander mógł dzięki sile swego kraju prowadzić politykę dalekosiężną za pomocą armii „Molossów i ich sprzymierzeńców” w południowej Italii. Najsłynniejszym królem był jednak Pyrrus, który utworzył imperium w świecie śródziemnomorskim. Po jego śmierci znaczenie kraju zaczęło stopniowo maleć. Ajakidzi, zagrożeni rozkładem monarchii Epirotów, zawarli porozumienie z królem macedońskim Demetriuszem II (239-229 p.n.e.). Jednak ono nie zatrzymało upadku państwa. Epiroci zbuntowali się przeciw swej królowej Dejdamii, którą zamordowali w Ambrakii ok. r. 232 p.n.e. Upadek monarchii był zapewne poważnym ciosem dla Demetriusza. Około tego czasu został powołany Związek Epirocki, pod oficjalną nazwą Apeirotai („Epiroci”), wzorowany na urządzeniach Związku Etolskiego. Molossowie wchodzili w skład tego Związku Epirockiego.
W czasie trzeciej wojny macedońskiej (171–168 p.n.e.) Związek Epirocki nie był zdecydowany, po której stanąć stronie. Doszło wówczas do podziału wśród jej członków. Molossowie postanowili przejść na stronę Perseusza, ostatniego króla macedońskiego. Appiusz Klaudiusz Cento, wódz rzymski, prowadził nieskutecznie z Chaonami i Tesprotami operację wojskową przeciw Molossom, którzy wcześniej otrzymali pomoc od Macedończyka. Ostateczny wynik wojny był zgubny dla Molossów. Rzymianie postanowili rozprawić się z Epirem, głównie z Molossami, pod koniec r. 167 p.n.e. Decyzją senatu, miasta Molossów miały się stać „łupem armii rzymskiej”. Armia rzymska dokonywała w siedemdziesięciu miastach systematycznych rabunków. Podobno przejęła, poza kosztownościami i pieniędzmi, 150 tysięcy mieszkańców, sprzedanych później w niewolę. Z Epiru pozostało tylko wspomnienie. W r. 157 p.n.e., po dziesięciu latach rządów tyrana Charopsa, Rzym dokonał ostatecznej aneksji Epiru.

## Starożytne źródła
Strabon (63 p.n.e.–ok. 20 n.e.), geograf i podróżnik grecki, w swej pracy Geografia podał nam, że Molossowie, wraz z Chaonami i Tesprotami, byli najbardziej znani spośród czternastu plemion Epiru. Chaonowie mieli rządzić Epirem we wczesnym okresie, zaś w późniejszym Tesproci i Molossowie. Plutarch z Cheronei (przed 50–po 120 n.e.), pisarz i filozof-moralista grecki, poinformował nas (Żywoty równoległe, "Pyrrus"), że Tesproci, Chaonowie i Molossowie byli trzema głównymi szczepami, mówiącym językiem greckim, które pojawiły się w Epirze i byli najbardziej potężnymi spośród wszystkich innych ludów.

## Psy Molossów
Molossowie byli także znani ze swych zjadliwych psów gończych, które były używane przez pasterzy celem chronienia ich stad. Prawdopodobnie od tych psów pochodzą współczesne rasy dużych psów w typie mastifa, od nazwy Molossów określane molosami. Wergiliusz (70–19 p.n.e.), poeta rzymski, pisał, że w starożytnej Grecji ciężkie psy molossiańskie były często używane przez Greków i Rzymian do polowań (canis venaticus – pies łowczy) oraz do pilnowania domu i żywego inwentarza (canis pastoralis).